# Gaz de evacuare

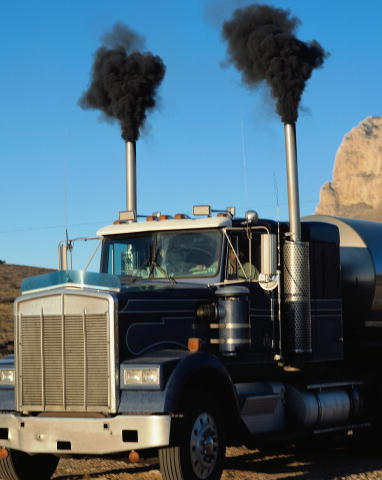
Gazele de eșapament provenite de la un motor diesel, în timpul pornirii acestuia.

Gazele de evacuare (sau gazele de eșapament) sunt gazele emise în urma procesului de ardere al combustibililor precum: gazele naturale, petrolul, benzină, motorina, biodieselul, etc.
Emisiile de gaze de eșapament ale autovehiculelor au o mare contribuție la poluarea aerului și în același timp sunt și una dintre cauzele formării smogului din marile centre urbane. Un studiu din anul 2013 realizat de  MIT indică faptul că aproximativ 53 000 de decese au loc anual doar în Statele Unite ca urmare a emisiilor de gaze ale autovehiculelor. Conform unui alt studiu realizat de aceeași instituție, poluarea datorată traficului cauzează în Regatul Unit aproximativ 5000 de decese pe an.